# Salvatore Cicu
Salvatore Cicu (Palermo, 3 settembre 1957) è un politico italiano.
È stato deputato alla Camera dal 15 aprile 1994 al 25 giugno 2014 per Forza Italia e Il Popolo della Libertà, ricoprendo diversi incarichi parlamentari, europarlamentare dal 1º luglio 2014 al 1º luglio 2019 per la rinata Forza Italia, sottosegretario di Stato al Ministero del tesoro dal 13 maggio 1994 al 17 gennaio 1995 nel governo Berlusconi I e sottosegretario di Stato al Ministero della difesa dal 12 giugno 2001 al 17 maggio 2006 nei governi Berlusconi II e III.

## Biografia
Figlio di un carabiniere in servizio in Sicilia, nasce a Palermo nel 1957. Dopo un breve periodo la sua famiglia ritorna in Sardegna, a causa del trasferimento del padre ad Arbus. Frequenta quindi le scuole dell'obbligo ad Arbus e successivamente si diploma al liceo classico di Villacidro. Decide di affrontare la carriera universitaria nuovamente nel capoluogo siciliano laureandosi in Giurisprudenza, per poi trasferirsi a Cagliari, dove esercita la professione di avvocato.

### Attività politica
Con la discesa in campo nella politica di Silvio Berlusconi aderisce a Forza Italia, con cui alle elezioni politiche del 1994 si candida alla Camera dei deputati nel collegio elettorale di Quartu Sant'Elena, sostenuto dalla coalizione di centro-destra Polo del Buon Governo, risultando eletto deputato con il 41,18% dei voti superando i candidati dei Progressisti Nives Curcu Marongiu (26,52%), del Patto per l'Italia Buongiovanni Fadda (13,82%), del Partito Sardo d'Azione Andrea Massa (6,99%) e della Lista Marco Pannella Giovanni Sarritzu (4,57%). Nel corso della XII legislatura ha fatto parte della 4ª Commissione Difesa, della 5ª Commissione Bilancio, tesoro e programmazione e della Commissione parlamentare d'inchiesta sull'Azienda per gli interventi sul mercato agricolo (AIMA).
Con la nascita del primo governo presieduto da Silvio Berlusconi, il 13 maggio 1994 viene nominato dal Consiglio dei Ministri sottosegretario di Stato al Ministero del tesoro, rimanendo in carica fino alla fine dell'esecutivo, dopo il ribaltone di Umberto Bossi, il 17 gennaio 1995.
Alle politiche del 1996 si ricandida alla Camera nel medesimo collegio elettorale, sostenuto dal Polo per le Libertà in quota forzista, dove viene riconfermato a Montecitorio con il 52,76% dei voti contro i candidati de L'Ulivo, in quota Partito Popolare Italiano, Felice Contu (44,13%) e della Fiamma tricolore Virginia Caboni (3,11%). Nella XIII legislatura della Repubblica è stato segretario della 5ª Commissione Bilancio, tesoro e programmazione e componente della Commissione parlamentare per le questioni regionali.
Dalla seconda metà degli anni '90 fino al 2001 ricopre un ruolo anche nella direzione nazionale di Forza Italia come Responsabile delle adesioni nazionali del partito.
Alle elezioni del 2001 viene rieletto alla Camera nel medesimo collegio uninominale e, con la successiva formazione del secondo governo Berlusconi, viene nominato sottosegretario di Stato al Ministero della difesa nel secondo governo Berlusconi, venendo anche confermato in tale incarico nel successivo terzo governo Berlusconi.
Alle elezioni politiche del 2006 si ricandida a Montecitorio, tra le liste di Forza Italia nella circoscrizione Sardegna in terza posizione, dove conferma il suo seggio da deputato per la quarta volta. Nel corso della XV legislatura è stato vicepresidente della 4ª Commissione Difesa e membro del seminario italo-turco. Nei due anni del governo Prodi II ottiene l'istituzione delle circoscrizioni Sardegna e Sicilia per l'elezione dei membri del Parlamento europeo spettanti all'Italia.
Alle elezioni politiche del 2008 viene ricandidato alla Camera, tra le liste del Popolo della Libertà (PdL) nella medesima circoscrizione in quinta posizione, venendo confermato per la quinta volta deputato. Nella XVI legislatura diventa capogruppo del PdL nella 4ª Commissione Difesa e, dal 2011, vice-capogruppo del gruppo parlamentare del PdL alla Camera.
All'interno del PdL Cicu è considerato vicino alle idee degli ex ministri Claudio Scajola e Giuseppe Pisanu.
Il 16 novembre 2013, con la sospensione delle attività del PdL, aderisce alla rinascita di Forza Italia.
Il 25 maggio 2014 si candida alle elezioni parlamentari europee nella Circoscrizione Italia insulare per FI. Con 51.300 preferenze è il secondo e risulta eletto battendo anche il capolista Gianfranco Micciché che, fermo a 50.540, arriva terzo ed escluso. Si dimette dunque dalla carica di deputato, venendo sostituito da Settimo Nizzi. Il 1º luglio gli eurodeputati del suo partito lo scelgono come vice capo delegazione all'interno del gruppo del PPE dopo Elisabetta Gardini.
Nel marzo 2017 è coinvolto nella polemica sugli assistenti degli europarlamentari per aver fatto lavorare il figlio nello staff della collega Lara Comi.
Si ricandida per un secondo mandato alle elezioni europee del 2019. Secondo la Commissione parlamentare antimafia è uno dei cinque candidati "impresentabili" alle europee perché "imputato per riciclaggio con dibattimento in corso davanti al tribunale di Cagliari". Con 28.497 preferenze non viene rieletto, piazzandosi in quinta posizione.

## Procedimenti giudiziari
Nell'ottobre 2014, durante un'inchiesta della Direzione distrettuale antimafia (Dda) di Cagliari contro i clan camorristici dei Casalesi e D'Alessandro, viene indagato, insieme ad altre sedici persone, per riciclaggio di denaro sporco della camorra nella costruzione del resort "S’incantu" a Villasimius (Cagliari). Secondo la tesi della Dda di Cagliari Cicu sarebbe stato un socio occulto della Tu.ri.cost. s.r.l., proprietaria del resort e acquisito, secondo l’accusa, dai Casalesi.
Il 15 febbraio 2019 il pubblico ministero Emanuele Secci ha chiesto la sua condanna a 5 anni di reclusione e in subordine il non doversi procedere perché il reato va in prescrizione quattro giorni più tardi, il 19 febbraio. Il 29 ottobre dello stesso anno Cicu viene assolto con formula piena dalla prima sezione penale del Tribunale di Cagliari perché il fatto non sussiste.